# Piccardo (nome)
Piccardo  è un nome proprio di persona italiano maschile.

## Varianti
- Femminili: Piccarda[1][2]

## Origine e diffusione

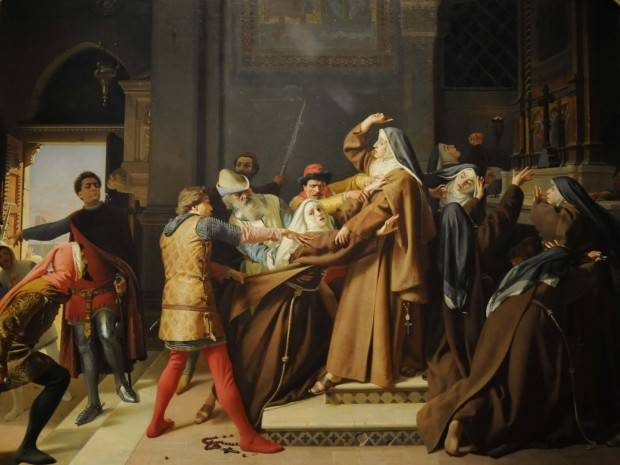
Il rapimento di Piccarda Donati in un dipinto di Raffaello Sorbi

Questo nome sarebbe nato come soprannome etnico indicante una persona proveniente dalla Piccardia o comunque legata ad essa, anche se non è da trascurare l'ipotesi che derivi dalle radici germaniche pick ("pungere", "ferire", donde in italiano picchiare e beccare) e hard (o hart, "forte", "ardito").
Il nome è rarissimo in Italia; negli anni 1970 se ne contava appena un centinaio di occorrenze, di cui tre quarti della forma femminile: questa è particolarmente nota per essere stata portata da Piccarda Donati, una nobildonna fiorentina costretta a uscire dal convento in cui era entrata per sposare un uomo deciso dal fratello, a cui è dedicato tutto il terzo canto del Paradiso della Divina Commedia.

## Onomastico
Il nome è adespota, ovvero è privo di santo patrono: l'onomastico può essere festeggiato il 1º novembre in occasione della festività di Ognissanti.

## Persone

### Variante femminile Piccarda
- Piccarda Bueri, moglie di Giovanni di Bicci de' Medici
- Piccarda Donati, nobildonna italiana

## Il nome nelle arti
- Piccarda è un personaggio del romanzo Cronache di poveri amanti di Vasco Pratolini.
- Piccardo è un personaggio della commedia di Carlo Goldoni Le bourru bienfaisant.